# Judit Vas
Judit Vas (Jánosné Vas) (Budapest, 2 de febrer de 1932 - 3 de febrer de 1971) va ser una psicòloga i directora de cinema hongaresa, guanyadora del Premi Béla Balázs el 1970.

## Biografia
El 1954 es va graduar al Col·legi de Teatre i Arts del Cinema. Entre 1957 i 1960 va realitzar programes per a la Magyar Rádió és Televízió. El 1962 va participar al Festival Internacional de Cinema de Sant Sebastià 1962, en el que va obtenir una menció especial pel seu curtmetratge Lequel des deux y arrivera?.
El 1966 es va graduar a la universitat Eötvös Loránd amb una llicenciatura en psicologia. El 1967 va viatjar al Canadà. També va fer una pel·lícula sobre Hans Selye el 1971.
És enterrada al cementiri de Farkasréti.

## Filmografia
- Ki bírja tovább (1961)
- Lequel des deux y arrivera? (1962)
- Mélyművelés (1963)
- Érettségi után (1966)
- Vasarely (1969)
- Pszichológiai kísérletek csimpánzzal (1966)
- Ki a barátod? (1967)
- Mert fél tőle (1968)
- Módszerek (1968)
- Aréna (1969)
- Befejezetlenül (1970)
- Süss fel, nap! (1970)
- Fiatalok klubja